# Nanyangosaurus
Nanyangosaurus é um gênero do dinossauro do Cretáceo. Ele foi um iguanodonte que viveu na atual China. A espécie mais conhecida, Nanyangosaurus zhugeii, foi descrita por Xu, Zhao, Lu, Huang, Li, e Dong em 2000. O Nanyangosaurus foi um hadrossauro, um ancestral do iguanodonte promovido a um hadrossauro verdadeiro.